# Lepidochrysops acholi
Lepidochrysops acholi är en fjärilsart som beskrevs av Bethune-Baker 1906. Lepidochrysops acholi ingår i släktet Lepidochrysops och familjen juvelvingar. Inga underarter finns listade i Catalogue of Life.